# La Revue blanche

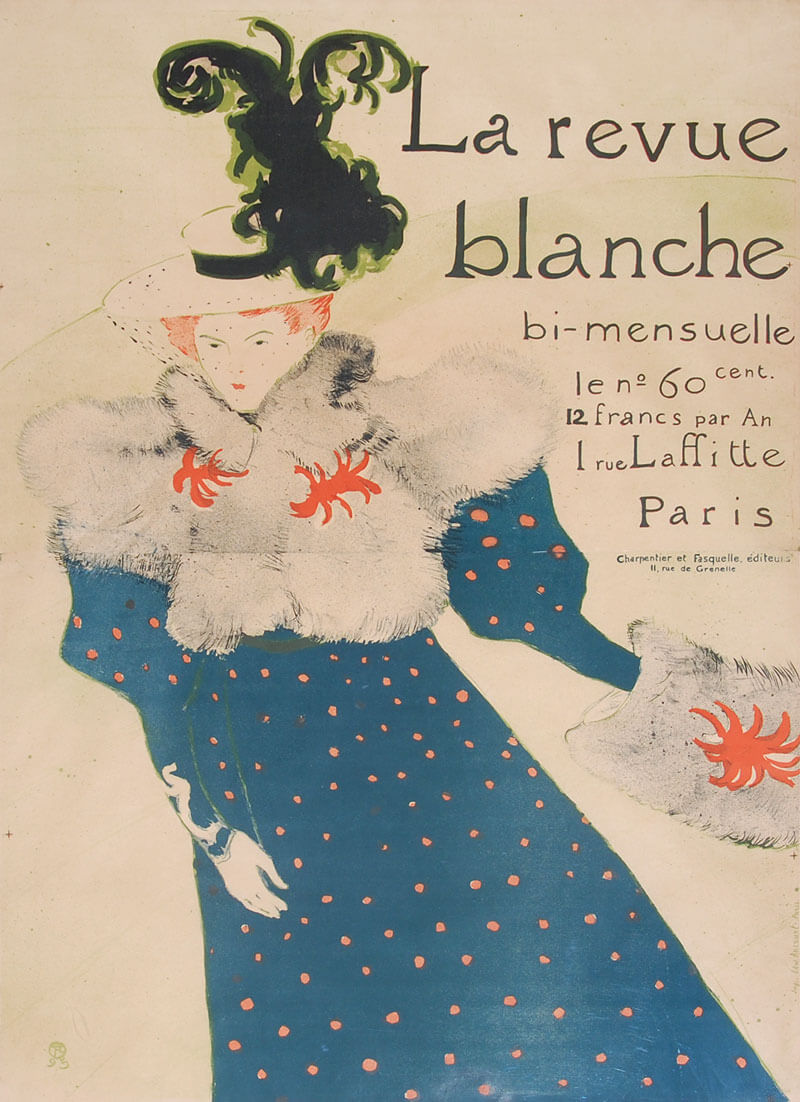
Ilustrace Toulouse-Lautreca pro La Revue blanche (1895)

La Revue blanche (1889-1903) byla francouzská literární a umělecká revue, na které spolupracovali mnozí známí spisovatelé a umělci své doby.

## Historie
Byla založena a řízena bratry Natansonovými (Alexandrem, Thadéem a Louisem-Alfredem). Vznikla jako odpověď na Mercure de France. Manželka Thadéa, Misia, spolupracovala na provozu a stála modelem několika ilustrací. V redakci působili Lucien Muhlfeld, Léon Blum a hlavně Félix Fénéon (1896-1903).

## Hlavní spolupracovníci
- Zo d'Axa
- Victor Barrucand
- Tristan Bernard
- Léon Blum
- Félix Fénéon
- Charles Henry
- Alfred Jarry
- Octave Mirbeau
- Lucien Muhlfeld
- Émile Pouget
- Marcel Proust
- Misia Sert
- Henri de Toulouse-Lautrec
- Pierre Veber
- Paul Verlaine